# سارا تايلور (تنس)
سارا تايلور (بالإنجليزية: Sarah Taylor) مواليد 6 نوفمبر 1981 في نيويورك، هي لاعبة كرة مضرب أمريكية سابقة بدأت مسيرتها كمحترفة سنة 2001 وكانت تلعب باليد اليمنى، اعتزلت اللعب في 2005. أعلى تصنيف لها في الفردي كان 68. أعلى تصنيف لها في الزوجي كان 179.

## الميداليات
| الميدالية | المسابقة                    |
| --------- | --------------------------- |
| فضية      | دورة الألعاب الأمريكية 2003 |

## روابط خارجية
- سارا تايلور على موقع رابطة محترفات التنس (الإنجليزية)
- سارا تايلور على موقع الاتحاد الدولي لكرة المضرب (الإنجليزية)